# Зімбабве (кратон)

Кратон Зімбабве на мапі Південної Африки

Кратон Зімбабве — область стародавньої континентальної кори у Південній Африці, що входила до складу стародавнього материка Західна Гондвана, з підмурівком віку раннього архею, віком близько 3,46 мільярда років Кратон названо на честь країни Зімбабве, де знаходиться більшість кратону. Кратон Зімбабве відокремлено від кратону Каапвааль на південному сході поясом гранулітових фаціальних тектонітів Лімпопо завширшки від 250 км. Пояс Лімпопо утворився одночасно з кратонами Зімбабве і Каапвааль, але залишався геологічно активним набагато довше (до кінця архею приблизно 2,8-2,5 млрд років). Обидва кратони стабілізувалися разом і метаморфізм пояса Лімпопо припинився. На північ від Зімбабве кратона розташовано пояс Замбезі

## Походження
Кратон Зімбабве створено з двох невеликих блоків — Токве на півдні і набагато меншого сегменета Родездейл на півночі. Породи цих сегментів були датовані 3.46 млрд років стабілізація обох сегментів відбулась близько 3,3 млрд років
Синхронність і масштаби сегмента Токве вважається грунтовним підтвердженням переважно всередині платформового походження пізнього архею зеленокам'яних поясів Зімбабве і спростовуючи походження кратона через аккрецію дуг.

## Інтернет-ресурси
- ОДНА З НАЙДРЕВНІШИХ ДІЛЯНОК ЗЕМНОЇ КОРИ

| Рельєф | Це незавершена стаття з геотектоніки. Ви можете допомогти проєкту, виправивши або дописавши її. |

| Земля | Це незавершена стаття з географії. Ви можете допомогти проєкту, виправивши або дописавши її. |